# БТ-42
БT-42 (фин. BT-42) — финское штурмовое орудие периода советско-финской войны 1941—1944 годов, созданное в 1942 году на базе трофейного советского лёгкого танка БТ-7. Это единственный массовый образец бронетехники (18 шт.), созданный в Финляндии в период с 1941 по 1945 год.

## История создания
В результате своего наступления осенью 1941 года в Карелии, финская армия захватила около 20 технически исправных советских легких танков БТ-7. Несмотря на то, что в тот период финские войска активно использовали трофейную советскую бронетехнику, эти танки по ряду причин применялись весьма ограниченно, и уже весной 1942 года началось осуществление программы по их модернизации и переделке в самоходные артиллерийские установки (САУ). Новая САУ получила обозначение БТ-42 (фин. BT-42). Первые БТ-42 были готовы в сентябре 1942 года, а всего за период с 1942 по 1943 год финской промышленностью было переоборудовано 18 танков БТ-7 (один из них, возможно, являлся танком БТ-5).

## Описание конструкции
При конверсии исходных машин в БТ-42 изменения коснулись в основном башни танка, которая была коренным образом переделана. К задней части башни пристраивалась крупная угловатая рубка с двустворчатой дверцей в корме башни. На крыше устанавливался овальный люк, снятый с конической башни БТ-7.
В лобовой части башни сложной конфигурации устанавливалась качающаяся часть британской 4,5-дюймовой (114-мм) полевой гаубицы образца 1909—1917 годов (английское обозначение — Ordnance QF 4.5 inch Howitzer Mark 1, финское — 114 H 18). Во время Зимней войны, в январе 1940 года Финляндия получила от Великобритании 24 гаубицы этого типа, которые были ей дарованы как помощь, а в июле 1940 года — ещё 30 было куплено у Испании. При установке в башню гаубица сохраняла «родную» качающуюся часть, была оснащена маской и дульным тормозом оригинальной финской конструкции, которым финны оснащали и буксируемые 114 H 18. Прицельные приспособления новая машина также «унаследовала» от своего орудия, а перископы — от БТ-7. Боекомплект гаубицы составлял 22 выстрела.
Кроме того, в конструкцию самой машины вносился ряд незначительных изменений, в частности, в большинстве случаев частично удалялись передние крылья. Силовой агрегат, трансмиссия и ходовая часть изменениям не подверглись. Вопрос о том, сохранили ли БТ-42 способность базовых танков к передвижению на колёсах, не совсем ясен.

## Окраска и маркировка
После принятия на вооружение, все БТ-42 получили тактические номера в промежутке от R-702 до R-720 (за исключением R-703). С лета 1943 года была введена новая система обозначений «Ps.511-*», в соответствии с которой все БТ-42 получили обозначения от Ps.511-2 до Ps.511-19. С весны 1943 года вся финская бронетехника получила трехцветную камуфляжную окраску, состоявшую из трёх цветов — серого (FS 36424), землисто-коричневого (FS 30227) и зелёного (FS 34097). На борта и корму башни наносились знаки государственной принадлежности в виде чёрной свастики с белой обводкой, а с июня 1945 года в этих же местах наносилась бело-голубая кокарда.

## Боевое применение
В середине 1943 года все имевшиеся САУ БТ-42 (14 шт.) были сведены в специально созданный для них Отдельный батальон штурмовых орудий финской танковой дивизии, на вооружении которого эти машины состояли вплоть до выхода Финляндии из войны летом 1944 года. Осенью 1943 года батальон получил ещё четыре БТ-42. Первым боевым применением этих штурмовых орудий стал обстрел советских позиций на южном берегу реки Свирь осенью 1943 года, затем БТ-42 участвовали в обороне Выборга в 1944 году, причем часть самоходок использовалась в качестве неподвижных огневых точек.
В процессе эксплуатации САУ очень быстро выяснилось, что устаревшие британские гаубицы относительно эффективны лишь против небронированных и слабобронированных целей, а в бою против современных танков РККА, в частности, Т-34-85 и ИС-2, БТ-42 были абсолютно беспомощны. К примеру, во время обороны Выборга экипажу одной из БТ-42 удалось добиться 18 попаданий по танку Т-34-85, однако даже обездвижить его финским танкистам не удалось. Всего в боях под Выборгом 17–21 июня 1944 года финны потеряли 8 из 18 САУ, не получив от их применения хоть сколько-нибудь ощутимого эффекта. Стоит, правда, упомянуть, что на тот момент финские бронетанковые части были укомплектованы в основном уже безнадёжно устаревшими советскими танками времён Зимней войны, Т-26 и Т-28, которые для новых советских танков в большинстве случаев являлись лишь подвижными мишенями. К примеру, помимо БТ-42, в боях за Выборг финские бронетанковые войска потеряли 25 из 87 имевшихся во всей армии Т-26 и треть тягачей Т-20.
Ко всему прочему, техническая надёжность САУ была низкой. Во-первых, послужившие базой самоходки шасси БТ-7 уже изначально находились не в наилучшем состоянии, и поломки ходовой части были обычным делом. Во-вторых, пушка 114 H/18 оказалась слишком тяжела для конструкции в целом, что ещё более увеличивало риск поломок в ходовой части и нередко приводило к заклиниванию башенного погона. У финских танкистов САУ популярностью не пользовалась. В принципе, финскими войсками САУ БТ-42 изначально рассматривалась, как временная машина, которую планировалось впоследствии заменить немецкими штурмовыми орудиями StuG III, однако даже после поступления этих машин БТ-42 продолжали использоваться вплоть до окончания войны.
По состоянию на 1 января 1945 года, в Финской армии всё ещё числилось 10 САУ БТ-42, которые к тому времени уже были сняты с вооружения и переданы в учебные подразделения. Там они просуществовали до конца 1950-х годов, когда были списаны и порезаны в металлолом.
Во время штурма Выборга, одна САУ БТ-42 была захвачена советскими войсками в исправном состоянии и перевезена для испытаний на Ленинградский артиллерийский полигон. Дальнейшая судьба этой машины неизвестна, но, по-видимому, она отправилась в переплавку.

## Сохранившиеся экземпляры
До наших дней сохранился один экземпляр штурмовой САУ БТ-42, который экспонируется в танковом музее в Пароле, Финляндия.